# Шанс (фильм, 2010)
«Шанс» — короткометражный фильм украинского режиссёра Александра Фомичёва. Первый украинский фильм о глухих и для глухих; один из первых в мире фильмов, где использовалась жестовая песня, как неотъемлемая часть фильма.

## Сюжет
Мать узнаёт о том что больна раком. Её маленький сын тем временем получает приглашение на участие в фестивале для людей с проблемами слуха. Он случайно узнаёт о болезни матери, начинает подготовку к фестивалю, но ничего не выходит. Возвращаясь с репетиции, он заходит в церковь, чтобы помолиться о здоровье матери. После этого он побеждает на фестивале, в результате чего получает необходимую сумму для лечения больной матери.

## Съёмочная группа
- Режиссёр — Александр Фомичёв;
- Автор сценария — Александр Фомичёв;
- Продюсер — Александр Фомичёв;
- Оператор/монтаж — Виктория Осмоловская;
- Композитор — Александр Кочеванов;
- Дизайн — Сергей Осмоловский;

Актёры главных ролей — Виталий Гарбузюк, Наталия Дмитрук.

## Премьера
9 февраля 2011 года в Киеве, в Культурном центре УТОГ состоялась премьера фильма «Шанс», на которой присутствовали представители украинской православной церкви, зампредседателя Государственного агентства по вопросам кино С. Притула, зампредседателя Украинского общества глухих И. Чепчина, украинские телеканалы «Интер», «Глас», журналисты газет «Наше життя», «Україна Молода». Премьера состояла из 2 частей: 1) концертная программа с участием актёров театра мимики и жестов «Радуга» и студентов академии эстрадного и циркового искусства им. Л. И. Утёсова; 2) показ фильма.

## Презентация
5 декабря 2011 года в Симферополе (АР Крым) в Республиканской юношеской библиотеке состоялась презентация фильма. На презентацию пришли студенты и неслышащие люди. Освещали событие крымские телеканалы «Крым», «Черноморская телерадиокомпания», «ИТВ», а также журналисты газет «События», «Южная столица».

## Награды
- 6 Международный фестиваль игрового кино — «Гран-при», «Лучший молодёжный фильм», «Лучшая мужская роль»;
- 1 Всеукраинский кинофестиваль среди неслышащих — «Гран-при»;
- 3 Международных кинофестиваль «Свирский Миф 2011» - «Приз зрительских симпатий»[5];
- Международный фестиваль «Харьковская сирень 2011» - приз имени Л. М. Гурченко[6];
- Международный фестиваль «Здорового и позитивного кино» — «Гран-при»;
- Всеукраинский фестиваль «Счастье» — победитель в номинации «Философское киноэссе»;
- Всеукраинский конкурс «Сними фильм про проблему, которая тебя волнует» при поддержке Британской рады на Украине — «Гран-при»;
- 1 Международный молодёжный православный кинофестиваль — диплом 2 степени;
- 10 Международный фестиваль короткометражного кино «Ярославль 2011» — диплом 2 степени;
- 1 Всеукраинский православный фестиваль «Small video» — «Лучшая режиссёрская работа»;
- 1 Международный фестиваль социального короткометражного кино «Голый король» — «Лучший актёр»[7];
- Номинант на национальную премию России имени Св. Анны.

## Благодарности
- 2011 — «Благодарственное письмо» — Александру Фомичёву, автору сценария и режиссёру фильма «Шанс» за гумманистичную глубину темы и проницательность в её раскрытии (Глава Государственного агентства Украины по вопросам кино К. О. Копилова);
- 2011 — «Почётная грамота» — Президиум центрального правления УТОГ награждает Фомичёва Александра Геннадьевича — режиссёра-постановщика фильма «Шанс» за высокий профессионализм, особый весомый вклад в развитие и пропаганду молодёжного и детского кинематографического творчестваа среди неслышащих (Глава президиума ЦП УТОГ Ю. П. Максименко);
- 2011 — «Благодарность» — Всеукраинская ассоциация женщин «За генофонд Украины» выражает благодарность творческому коллективу (О. Фомичёву, В. Осмоловской, В. Гарбузюку, Н. Дмитрук) фильма «Шанс», который посвящён людям с недостатками слуха (Президент Ассоциации женщин «За генофонд Украины» Лилия Пильтяй).